# مادة مضادة
في فيزياء الجسيمات، المادة المضادة هي امتداد لمفهوم الجسيم المضاد للمادة، حيث تتكون المادة المضادة من جسيمات مضادة بنفس الطريقة التي تتكون منها المادة العادية من جسيمات أولية؛ جسيمات دون الذرية. على سبيل المثال، الإلكترون المضاد يسمى (بوزيترون، والبوزيترون هو إلكترون ذو شحنة موجبة؛ والبروتون المضاد (بروتون ذو الشحنة سالبة) يمكن أن يشكلوا سويا ذرة مضاد الهيدروجين بنفس الطريقة التي يشكل بها الإلكترون والبروتون ذرة هيدروجين عادية، فتكون نتيجة هذا الترابط هو «ذرة هيدروجين مضادة». وعلاوة على ذلك، فإن خلط المادة مع المادة المضادة يؤدي إلى فناء كل منهما، يتحولان في الحال إلى طاقة. وبنفس الطريقة إذا اجتمع جسيم ونقيضه (الجسيم المضاد) فإنهما يفنيان بعضهما البعض ويتحولا على الفور إلى طاقة. الطاقة تكون كبيرة كي تتحول كتلتيهما إلى طاقة طبقا لنظرية أينشتاين، بأن الكتلة والطاقة صورتان لشيء واحد ((بالإنجليزية: E=mc²)) (تكافؤ كتلة-طاقة)، أي يمكن تحويل المادة إلى طاقة، كما يمكن تحويل الطاقة إلى مادة. وقد عاهدنا جسامة تحول المادة إلى طاقة في القنابل الذرية. يؤدي ظهور طاقة كبيرة من الفوتونات (أشعة غاما) الشديدة النفاذية و/أو غيرها من أزواج من الجسيمات والجسيمات المضادة. تؤدي تلك التحولات في حالة القنبلة الذرية إلى درجات حرارة مرتفعة جدا وضغط جوي شديد جدا ورياح عاتية ودمار وإشعاعات مميتة.
هناك تكهنات كثيرة عن السبب في أن الكون المدرك يتكون بشكل كامل تقريبا من المادة، وما إذا كان توجد غيره من الأماكن تتكون بالكامل تقريبا من المادة المضادة، وحتى الآن لم يعثر العلماء على أماكن في الكون كلها من جسيمات مضادة. المادة المضادة نجدها في تفاعلات الأشعة الكونية ومنها عرفنا أن المادة لها مادة مضادة. استطاع العلماء إنتاج جسيمات مضادة في مسرعات الجسيمات. ولكن هذا التحضير في المختبرات يستهلك طاقة هائلة، بحيث لا نستطيع كسب مدود من الطاقة منها. في هذا الوقت يشكل التضاد الكبير بين المادة والمادة المضادة في الكون المرئي إحدى المشاكل الكبرى التي لم تحل في الفيزياء. العملية التي تتطور من خلالها التماثل بين الجسيمات والجسيمات المضادة تسمى التخليق الباريوني (بالإنجليزية: baryogenesis).

## التدوين
يوجد طريقة واحدة للدلالة على الجسيم المضاد وهي إضافة شريط (أو ماكرون) على رمز الجسيم. على سبيل المثال، البروتون والبروتون المضاد تتم كتابتهم p و،p  على التوالي. وتنطبق نفس القاعدة إذا كنت تكتب الجسيمات بواسطة العناصر المكونة لها. فالبروتون يتكون من u u d كوارك، ولذلك فالبروتون المضاد يجب أن يكون يتكون من u u d  كوارك مضاد. ويوجد عرف آخر وهو تمييز جسيمات أولية بواسطة شحنتهم الكهربائية.وبالتالي، يعبر الرمز + e عن البوزيترون، حيث أن الإلكترون له شحنة سالبة.

## النشأة وعدم التماثل
تقريبا كل شيء مدرك من الأرض يبدو أنه مكون من المادة بدلا من المادة المضادة. ويعتقد كثير من العلماء أن زيادة المادة عن المادة المضادة المعروفة باسم (عدم التماثل الباريوني) هي نتيجة لخلل في إنتاج جسيمات المادة والمادة المضادة في الكون في وقت مبكر، في عملية تسمى نشأة الباريونات . مقدار المادة التي يمكن مشاهدتها في الوقت الحاضر في الكون يتطلب عدم توازن في الكون المبكر بموجب جسيم واحد من المادة مقابل مليار زوج من جسيمات المادة والمادة المضادة.
يتم إنشاء المادة المضادة في كل مكان في الكون حيث تتصادم الجسيمات عالية الطاقة. الأشعة الكونية عالية الطاقة التي تؤثر في الغلاف الجوي للأرض (أو أي مادة أخرى في النظام الشمسي) تنتج كميات صغيرة من المادة المضادة ناتجة عن تصادم الجسيمات، وتفنى الجسيمات المضادة على الفور بسبب احتكاكها بالمادة العادية. وبالمثل فإنه يتم إنتاجها في مناطق مثل وسط مجرة درب التبانة ومجرات أخرى، حيث تحدث أحداث سماوية نشطة جدا (أساسا التفاعل بين تدفقات البلازما مع الوسائط بين النجوم). ووجود المادة المضادة الناتجة قابل للاكتشاف من خلال أشعة غاما التي تنتج عندما تفنى البوزيترونات مع المادة القريبة. فنجد أن التردد والطول الموجي لأشعة غاما يساوي 511 كيلو الكترون فولت وهي كمية الطاقة لكتلة الإلكترون الذي تحول إلى طاقة، أو كذلك بالنسبة إلى فناء البوزيترون. الطاقة = (كتلة الجسيم. مربع سرعة الضوء).
المشاهدات الأخيرة التي قامت بها وكالة الفضاء الأوروبية لأشعة غاما (مختبر الفيزياء الفلكية الدولي أشعة غاما) قد تفسر الأقمار الصناعية منشأ سحابة عملاقة من المادة المضادة المحيطة بمركز المجرة. يظهر الرصد الفلكي سحابة غير متناظرة وتطابق نمط ثنائيات أشعة إكس، نظم النجم الثنائي وتحتوي على ثقوب سوداء أو نجوم نيوترونية، معظمها على جانب واحد من مركز المجرة. في حين أن هذه الآلية ليست مفهومة تماما، فمن المرجح أن تنطوي على إنتاج أزواج من الإلكترون والبوزيترون، والمادة العادية تحصل على طاقة هائلة أثناء الوقوع في بقايا النجوم.
وقد توجد المادة المضادة بكميات كبيرة نسبيا في مجرات بعيدة بسبب التضخم الكوني في الوقت البدائي للكون. وتحاول ناسا تحديد ما إذا كان هذا صحيحا بالبحث عن الأشعة السينية وأشعة غاما التي تشير الاحداث الفناء في اصطدام الكتل العظمى.

## الإنتاج الصناعي
يتم إنتاج أيضا الجزيئات المضادة في معجل جسيمات حيث تصطدم جسيمات أولية مثل الإلكترون و/أو البروتون بسرعات عالية بما فيها الكفاية (بمعنى أن طاقة الجسيمات تكون أكبر من إنتاج زوج من الجسيمات المرغوب تحضيرها. خلال فترة التخليق الباريوني، عندما كان الكون شديد الحرارة وكثيفاً، كانت المادة والمادة المضادة تنتج وتباد باستمرار. وجود ما تبقى من المادة، وعدم وجود بقايا من مادة المضادة مكتشفة،  تسمى أيضا اللاتماثل الباريوني، يرجع إلى اختلال التماثل القطري المتعلق بالمادة والمادة المضادة. ولا تزال الآلية الدقيقة لهذا الاختلال أثناء التخليق الباريوني لغزاً.
تنتج البوزترونات أيضا عن طريق بيتا المشعة + </ سوب> الاضمحلال، ولكن هذه الآلية يمكن أن تعتبر «طبيعية» وكذلك «مصطنعة».

### الهيدروجين المضاد
في عام 1995 أعلنت المنظمة الأوروبية للأبحاث النووية سرن أنها نجحت في إنتاج تسع ذرات من الهيدروجين المضاد من خلال تنفيذ المكتب الإقليمي الفرعي / فيرميلاب مفهوم خلال تجربة PS210. وأجريت التجربة باستخدام حلقة البروتون المضاد ذو طاقة قليلة، وكانت بقيادة والتر أيليرت وماريو ماكري. وأكدت فيرميلاب نتائج سيرن من خلال إنتاج ما يقرب من 100 ذرة من الهيدروجين المضاد في مرافقها.
ذرات الهيدروجين المضاد إنشاؤها أثناء PS210، والتجارب اللاحقة (في كل من سيرن وفيرميلاب) كانت نشطة للغاية («الساخنة») ولم تكن مناسبة تماما للدراسة. لحل هذه العقبة، والتوصل إلى فهم أفضل للهيدروجين المضاد، تم تشكيل لهما التعاون في أواخر التسعينات - أثينا وATRAP. في عام 2005، حلت أثينا وبعض من أعضاء سابقين (مع آخرين) شكلت التعاون ألفا، وهي أيضا تقع في سيرن. الهدف الرئيسي لمثل هذه المنظمات هي من إنتاج هيدروجين مضاد أقل نشاطا («بارد»)، أكثر ملاءمة للدراسة.
في عام 1999 نشطت سرن مبطئ البروتون المضاد، وهو جهاز قادر على تباطؤ البروتون المضاد من 3.5 إلكترون فولت إلى 5.3 مليون إلكترون فولت، لا يزال «ساخنا» لإنتاج دراسة - الهيدروجين المضاد الفعال، ولكنها قفزة هائلة إلى الأمام.
أعلن مشروع أثينا في أواخر عام 2002 أنه قد أنشأ أول هيدرجين مضاد «بارد» في العالم. والبروتونات المضاد التي استخدمت في التجربة كانت تبرد بما فيه الكفاية بتباطؤهم (باستخدام مبطئ البروتون المضاد)، ويمر بها من خلال طبقة رقيقة من الورق، وأخيرا الاستيلاء عليهم في فخ الكتابة. ويخضع أيضا البروتون المضاد لتبريد عشوائي في عدة مراحل خلال العملية.
وكانت عملية تبريد البروتون المضاد لفريق أثينا في فعالة، ولكن لم تنجح بدرجة كبيرة. حوالي 25 مليون البروتون المضاد مغادرة التباطؤ البروتون المضاد؛ ما يقرب من 10 ألف لجعله في فخ الكتابة.
في أوائل عام 2004 أصدر باحثون في أثينا بيانات عن طريقة جديدة لخلق الهيدروجين المضاد ذو طاقة منخفضة. والأسلوب الذي ينطوي على تباطؤ البروتون المضاد باستخدام التباطؤ البروتون المضاد، وحقنها في فخ الكتابة (الكتابة على وجه التحديد، مالمبيرغ فخ [بحاجة لمصدر] مرة المحاصرين في البروتون المضاد تمتزج الالكترونات التي تم تبريدها إلى إمكانات الطاقة أقل بكثير من البروتون المضاد؛ الناتجة كولومب الاصطدامات تبريد البروتون المضاد الرغم من أن الاحترار الالكترونات حتى الجسيمات التوصل إلى توازن ما يقرب من 4 ك.
في حين أن البروتون المضاد يجري تبريدها في فخ الأولى، سحابة صغيرة من البلازما بوزيترون هو حقن فخ الثانية (في فخ الخلط). مثيرة للصدى في فخ الخلط بين مجالات الحبس ويمكن التحكم في درجة حرارة البلازما بوزيترون، ولكن هذا الإجراء هو الأكثر فعالية عندما البلازما هي في التوازن الحراري في فخ مع البيئة. وبوزيترون بلازما سحابة يتم إنشاؤها في المجمع بوزيترون قبل الحقن؛ مصدر بوزيترون عادة الصوديوم المشعة.
مرة واحدة بما فيه الكفاية البروتون المضاد للتبريد، والبروتون المضاد - الإلكترون يتم نقل الخليط في فخ الخلط (الذي يحتوي على البوزيترون). وبالتالي يتم إزاله الالكترونات عن طريق سلسلة من النبضات السريعة في فخ الخلط في مجال كهربائي. عندما تصل إلى البروتون المضاد البلازما بوزيترون كولومب كذلك تحدث الاصطدامات، مما أدى إلى مزيد من التبريد من البروتون المضاد. عندما البوزيترونات والبروتون المضاد نهج التوازن الحراري ذرات الهيدروجين المضاد تبدأ بالتشكل. يجري متعادل الذرات الهيدروجين المضاد لا تتأثر بالفخ ويمكن ترك الحقول الحبس.
استخدام هذا الأسلوب، أثينا ويتوقع الباحثون أنها سوف تكون قادرة على خلق ما يصل إلى 100 ذرات الهيدروجين المضاد التنفيذية في الثانية الواحدة.
أثينا وATRAP يسعون الآن للمزيد من تبريد الذرات الهيدروجين المضاد بإخضاعها لحقل غير متجانس. بينما ذرات الهيدروجين المضاد محايدة كهربائيا، وتدور تنتج حظة المغناطيسي. هذه اللحظات المغناطيسي تختلف تبعا لاتجاه دوران للذرة، ويمكن أن تهرب من الحقول غير متجانسة بغض النظر عن شحنة كهربائية.
وأكبر عامل يحد في إنتاج المادة المضادة هو توافر البروتون المضاد. البيانات الصادرة حديثا عن سيرن تنص على أنه عندما يعمل بكامل طاقته مرافقها قادرة على إنتاج 10 7 البروتون المضاد في الثانية الواحدة.[بحاجة لمصدر] بافتراض أن التحويل الأمثل للالبروتون المضاد للالهيدروجين المضاد، ان الأمر سيستغرق سنوات ملياري لإنتاج 1 غرام أو 1 الخلد من الهيدروجين المضاد (حوالي 6.02 × 10 23 ذرة من الهيدروجين المضاد).
عاملا آخر يحد من المادة المضادة للإنتاج هو التخزين. كما ذكر أعلاه لا توجد طريقة معروفة لتخزين الهيدروجين المضاد بفعالية. المشروع أثينا قد تمكنت من الحفاظ على ذرات الهيدروجين المضاد من الفناء لعشرات ثانية—ما يكفي من الوقت لدراسة لفترة وجيزة في سلوكهم.
ذرات الهيدروجين هي أبسط الأشياء التي يمكن أن تعتبر «المسألة» بدلا من أن تكون جزيئات فقط.
في وقت واحد، ومحاصرة من البروتون المضاد الهيدروجين المضاد أفيد  والتبريد ويتحقق؛  هناك براءات الاختراع على طريقة لإنتاج الهيدروجين المضاد.

### الهيليوم المضاد
هناك عدد صغير من أنوية النظير الهيليوم المضاد، {\displaystyle \scriptstyle {\mathrm {^{3}{\overline {He}}} }} تم إنشاؤها في تجارب اصطدام.

### بوزيترون

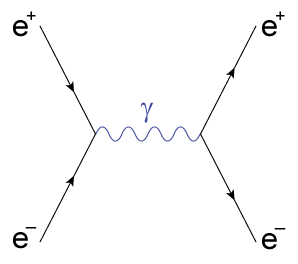
الإلكترون بوزيترون

تم الإبلاغ عن البوزيترون  في نوفمبر 2008 بأنه قد تم إنشاؤها بواسطة مختبر لورنس ليفرمور الوطني بأعداد أكبر من أي عملية اصطناعية سابقة. وتم الكشف عنها وصناعتها من خلال استعمال أشعة الليزر المتأينة، وذلك بالاعتماد على الإلكترونات من خلال دائرة نصف قطرها ميليمتر من الذهب والهدف كان معرفة محتوى النواة بعد إجراء التجربة على المستوى النووي للنواة أو النوى، والتي تسببت في انبعاث كمات من الطاقة التي تحملها الإلكترونات والتي اضمحلت وتحلمأت في كل من المادة والمادة المضادة . فالبوزيترونات إذن تم الكشف عنها بمعدل أعلى وبأكبر قيم عددية من أي وقت سبق وتم الكشف عنها في المختبرات العلمية.
التجارب السابقة قدمت كميات أقل من البوزيترونات باستخدام أشعة الليزر، بحيث أن المحاكاة الجديدة أظهرت أنها قصيرة جدا ومكثفة الليزر، وسمكها كان بمثابة مصدر ومنبع لفاعليتها وفعاليتها.

### التخزين
لا يمكن تخزين المادة المضادة في وعاء مصنوع من مادة عادية لأن المادة المضادة تتفاعل مع أي مادة تمسها، وتبيد نفسها بملامستها جدار الحاوية. تتكون المادة المضادة من جسيمات مشحونة يمكن احتواؤها من خلال مزيج من حقل كهربائي وحقل مغناطيسي في جهاز يعرف بفخ الكتابة Penning trap. وهذا الجهاز لا يمكن مع ذلك، احتواء المادة المضادة التي تتكون من جسيمات غير مشحونة، والتي تستخدم فيها الفخاخ الذرية. على وجه الخصوص، قد مثل في فخ استخدام خطة ثنائي القطب (الكهربائية أو المغناطيسية) من جسيمات المحاصرين؛ في فراغ عالية، وهذه المسألة أو جسيمات المادة المضادة يمكن المحاصرين (تعليق) مع وتبرد قليلا خارج الإشعاع مدوية ليزر (انظر، على سبيل المثال، مغناطيسي بصري فخ وشرك المغناطيسي). الجزيئات الصغيرة يمكن أن تكون أيضا علقت فقط عن طريق الحزم الضوئية المكثفة في ملاقط بصرية.

### التكلفة
تعتبر المادة المضادة أكثر المواد تكلفة في الوجود، بتكلفة تقدر ب25 مليار دولار للجرام الواحد من البوزيترون ، و62.5 تريليون دولار للجرام الواحد من الهيدروجين المضاد. وذلك لأن الإنتاج أمر صعب (يتم أنتاج بروتونات مضادة قليلة فقط في ردود الفعل في معجل جسيمات)، ولأن هناك زيادة في الطلب على الاستخدامات الأخرى لمسرعات الجسيمات. وفقا لسيرن، قد تكلف بضع مئات من ملايين فرنك سويسري(/0 لإنتاج حوالي 1 على مليار من الجرام) الكمية المستخدمة حتى الآن لالجسيمات / اصطدام معاكس الجسيم). {1/}
تستكشف عدة دراسات لمعهد المفاهيم المتقدمة لناسا ما إذا كان قد يكون من الممكن استخدام المجارف المغناطيسية لجمع المادة المضادة التي تتكون بشكل طبيعي في حزام فان ألن للأرض، وبعد ذلك، أحزمة من الكواكب الغازية الضخمة مثل المشتري، وتأمل في انخفاض التكلفة للجرام الواحد.

## الاستخدامات

### الاستخدامات الطبية
لتفاعلات المادة المضادة تطبيقات عملية في التصوير الطبي، مثل انبعاث بوزيترون المقطعي. في تحلل بيتا الإيجابي، وهو فقدان فائضنويدة للشحنة الايجابية عن طريق انبعاث البوزيترون (في الحدث ذاته، يصبح البروتون نيوترون، ونيوترينويوقف أيضا). وتصنع النويدات مع فائض الشحنة الموجبة بسهولة على نطاق واسع في السيكلوترون للاستخدام الطبي.

### الوقود
تؤدي اصطدامات المادة المضادة إلى انبعاث الفوتون، وتحول الكتلة الساكنة الكاملة للجسيمات إلى طاقة حركية. والطاقة لكل وحدة كتلة (9 × 10 16 جول / كلغ) هي حوالي 10 أضعاف القيمة الأسية من الطاقة الكيميائية (بالمقارنة مع مادة تي ان تي في 4.2 × 10 6 جول / كلغ، وتشكيل من المياه على 1.56 × 10 7 جول / كغم)، حوالي 4 أوامر من حجم أكبر من الطاقة النووية التي يمكن أن تتحرر اليوم باستخدام الانشطار النووي (حوالي 40 مليون إلكترون فولت لكل 238 </ سوب> يو تحويل طبيعته لنواة الرصاص، أو 1.5 × 10 13 جول / كلغ)، وحوالي 2 أوامر من حجم أكبر من أفضل ما يمكن من الاندماج (حوالي 6.3 × 10 14 جول / كغم لسلسلة بروتون بروتون). رد الفعل من 1 كغ من المادة المضادة لل1 كيلوغرام من المواد ستنتج 1.8 × 10 17 ياء (180 بالبيتاجول) الطاقة (من جانب الشامل الطاقة التعادل صيغة ه = مولودية ²)، أو ما يعادلها الخام من 43 ميجا طن من مادة تي ان تي. وعلى سبيل المقارنة، كان تفجير قنبلة قيصر بومبا، أكبر النووية تم تفجيره، بلغت قدرها المحصول المقدر 50 ميجا طن، الأمر الذي يتطلب استخدام مئات الكيلوغرامات من المواد الانشطارية (اليورانيوم / البلوتونيوم).
لا يمكن استخدام كل هذه الطاقة من قبل أي تكنولوجيا الدفع واقعية، لأن ما يصل إلى 50 ٪ من الطاقة المنتجة في التفاعلات بين النيوكلونات والنوكليونات المضادة يحمله النيترينو بعيدا في هذه التطبيقات، لذلك لجميع المقاصد والأغراض، يمكن اعتبارها فقدت.
أفكار الصواريخ المادة المضادة، مثل الصواريخ الطيف الأحمر، تقترح استخدام المادة المضادة كوقود للسفر بين الكواكب أو ربما السفر بين النجوم. منذ كثافة الطاقة من المادة المضادة أعلى بكثير من الوقود التقليدي، والاتجاه إلى وزن المعادلة لهذه الحرفة ستكون مختلفة جدا عن المركبة الفضائية التقليدية.
ندرة المادة المضادة يعني أنها ليست متاحة بسهولة لاستخدامها كوقود، على الرغم من أنها يمكن أن تستخدم في المادة المضادة المحفزة النووية نبض الدفع اللازمة للتطبيقات الفضائية. توليد بروتون مضاد واحد هو صعبا للغاية ويتطلب مسرعات الجسيمات، وكميات هائلة من الطاقة ملايين المرات أكثر مما هو أفرج عنه بعد ذلك هو يباد مع المسألة عادية نظرا لأوجه القصور في هذه العملية. الأساليب المعروفة لإنتاج الطاقة من المادة المضادة تنتج أيضا قدرا مساويا للمادة طبيعية، وبالتالي فإن الحد النظري هو أن نصف الطاقة مدخلات يتم تحويلها إلى المادة المضادة. موازنا هذا، عندما تقضي المادة المضادة على المادة عادية، تساوي الطاقة ضعف كتلة المادة المضادة، حتى يتم تحرير تخزين الطاقة في شكل مادة مضادة يمكن (نظريا) أن تكون فعالة بنسبة 100 ٪.
لمزيد من التطبيقات العادية (الأرضية) ولكن (مثل النقل العادي، واستخدامها في مولدات الكهرباء المحمولة، وتشغيل المدن...)، مصطنع المادة المضادة ليست مناسبة، ناقل للطاقة على الرغم من كثافة عالية الطاقة، وذلك لأن عملية إنشاء ينطوي على المادة المضادة كمية كبيرة من الطاقة المهدورة وغير مجدي للغاية. وفقا لسيرن، لا يمكن إلا جزءا واحدا من عشرة مليارات دولار (10 -10) من الطاقة التي تستثمر في إنتاج جزيئات المادة المضادة يمكن استردادها في وقت لاحق.
المادة المضادة الإنتاج حاليا محدودة جدا، ولكن قد تزايد في معدل يقرب هندسية منذ اكتشاف البروتون المضاد الأولى في عام 1955 من قبل وسيجري تشامبرلين. معدل الإنتاج الحالي للمادة المضادة هو بين 1 و10 نانوجرام في السنة، وهذا هو المتوقع ان ترتفع إلى ما بين 3 و30 نانوجرام في السنة بحلول عام 2015 أو عام 2020 مع منشآت جديدة فائقة التوصيل معجل خطي في سيرن وفيرميلاب. يدعي بعض الباحثين أنه مع التكنولوجيا الحالية، فإنه من الممكن الحصول على المادة المضادة ب25 مليون $ للجرام الواحد عن طريق الاستفادة المثلى من التصادم والمعلمات جمع (نظرا الحالية تكاليف توليد الكهرباء). المادة المضادة تكاليف الإنتاج، والإنتاج الشامل، وتكاد تكون مرتبطة في خطيا مع تكاليف الكهرباء، وحتى اقتصادية خالصة المادة المضادة تطبيقات الدفع من غير المرجح ان تأتي عبر الإنترنت من دون ظهور تكنولوجيات مثل الديوتيريوم - التريتيوم الانصهار السلطة (على افتراض أن مثل هذا الواقع من شأنه أن مصدر الطاقة يثبت أن تكون رخيصة). كثير من الخبراء، مع ذلك، خلاف هذه الادعاءات بأنها مفرطين في التفاؤل من قبل العديد من الطلبات من حيث الحجم. وهم يشيرون إلى أنه في عام 2004، والإنتاج السنوي من البروتون المضاد في سيرن كان picograms عدة بتكلفة قدرها 20 مليون دولار. وهذا يعني أن ينتج 1 غرام من المادة المضادة، من شأنه أن سيرن بحاجة إلى إنفاق 100 دولار الكدريليون وتشغيل مصنع المادة المضادة لل100 مليار سنة. تخزين مشكلة أخرى، كما هي البروتون المضاد سلبا تهمة وصد ضد بعضها البعض، بحيث لا يمكن أن تتركز في حجم صغير. التذبذب البلازما في سحابة من البروتون المضاد تهمة يمكن أن يسبب عدم الاستقرار الذي البروتون المضاد طرد من فخ التخزين. لهذه الأسباب، حتى الآن سوى بضعة ملايين البروتون المضاد كان قد تم تخزينها في نفس الوقت في فخ المغناطيسي، وهو ما يعادل أقل بكثير من femtogram. الهيدروجين المضاد هي ذرات أو جزيئات محايدة من حيث المبدأ، حتى أنهم لا يعانون من مشاكل البلازما من البروتون المضاد الموصوفة أعلاه. لكن الهيدروجين المضاد البارد هو أصعب بكثير من إنتاج البروتون المضاد، وحتى الآن لم يتم صيد ذرة من الهيدروجين المضاد ذرة في مجال مغناطيسي.
قال أحد الباحثين في مختبرات سرن، التي تنتج المادة المضادة بانتظام:

## لمزيد من المطالعة
- جوردون فريزر، المادة المضادة، ومرآة في نهاية المطاف، ردمك 978-0521652520

## وصلات خارجية
- إكسس فيديو 'المادة المضادة' من قبل فيغا العلوم الاستئماني وهيئة الإذاعة البريطانية / الوحدة التنظيمية
- ما هي المادة المضادة؟ نسخة محفوظة 28 أكتوبر 2005 على موقع واي باك مشين. (من أسئلة وأجوبة في مركز الدراسات مطبوعة، المادة المضادة)
- التوضيح متحركة من إنتاج antihydrogen في سيرن من الاستكشاف.
- المادة المضادة حينما يمتزج العلم بالخيال